# Emily Hampshire
 (août 2024).
Si vous disposez d'ouvrages ou d'articles de référence ou si vous connaissez des sites web de qualité traitant du thème abordé ici, merci de compléter l'article en donnant les références utiles à sa vérifiabilité et en les liant à la section « Notes et références ».
Pour les articles homonymes, voir Hampshire.
Emily Hampshire [ˈɛməli ˈhæmpʃɪə] est une actrice canadienne, née le 29 août 1979 à Montréal, au Québec (Canada). Bien que son rôle de Stevie Budd dans la série Schitt’s Creek (2015–2020) soit sans doute l'un de ses plus connus, elle a une carrière professionnelle d'actrice prolifique depuis qu'elle a 16 ans et a gagné de nombreux prix.

## Biographie

### Carrière
Elle fait ses premiers pas à la télévision à 11 ans, dans Fais-moi peur ! (Are You Afraid of the Dark ?). En 1996, elle débute au cinéma dans Impasse (Dead Innocent) de Sara Botsford.

#### À la télévision
Elle a prêté sa voix pour des séries animées, notamment de 2001 à 2005 dans Sourire d'enfer. En 2013 elle obtient un rôle (pour quelques épisodes) dans la série canadienne Rookie Blue, elle revient le temps d'un épisode en 2015. Entre 2015 et 2019, elle interprète le rôle de Jennifer Goines dans la série de Syfy : 12 Monkeys (adaptation du film de Terry Gilliam). Elle incarne Stevie Budd dans la série Schitt’s Creek de 2015 à 2020.

#### Au cinéma
En 2004, elle tourne dans le film Blood avec entre autres Paul Bettany, Mark Strong, Brian Cox, Stephen Graham et Zoe Tapper. En 2006, elle joue sous la direction de Marc Evans dans Snow Cake avec Alan Rickman, Sigourney Weaver et Carrie-Anne Moss. En 2012 elle joue dans le film de David Cronenberg : Cosmopolis aux côtés de Sarah Gadon, Robert Pattinson et Juliette Binoche. En 2018, elle est à l'affiche de Ma vie avec John F. Donovan de Xavier Dolan, avec Natalie Portman et Kit Harington.

### Vie privée
Emily Hampshire est pansexuelle.
Elle a été en couple avec la chanteuse Teddy Geiger en 2018 .

## Filmographie
Sauf indication contraire, les informations mentionnées dans cette section peuvent être confirmées par la base de données cinématographiques IMDb,  présente dans la section « Liens externes ».

### Cinéma

#### Longs métrages
- 1997 : Impasse (Dead Innocent) de Sara Botsford: Nicole
- 1998 : Boys Meet Girl de Jerry Ciccoritti : Angelina Milleflores
- 1999 : The Life Before This de Jerry Ciccoritti : Margaret
- 2003 : Twist de Jacob Tierney : La serveuse
- 2003 : Posers de Katie Tallo : Ruth
- 2003 : A Problem with Fear de Gary Burns : Dot
- 2004 : Blood de Nick Murphy : Noelle
- 2006 : Snow Cake de Marc Evans : Vivienne Freeman
- 2006 : Toi, c'est moi (It's a Boy Girl Thing) de Nick Hurran : Chanel
- 2007 : The Cradle de Tim Brown : Julie
- 2009 : The Trotsky de Jacob Tierney : Alexandra Leith
- 2010 : Good Neighbours de Jacob Tierney : Louise
- 2010 : Die, le châtiment (Die) de Dominic James : Lisa Meridian
- 2012 : Cosmopolis de David Cronenberg : Jane Melman
- 2012 : My Awkward Sexual Adventure de Sean Garrity : Julia Bowe
- 2013 : All The Wrong Reason de Gia Milani : Nicole Cambria
- 2013 : That Burning Feeling de Jason James : Genevieve
- 2013 : The Returned de Manuel Carballo : Kate
- 2015 : Borealis de Sean Garrity : Kyla
- 2017 : Mother! de Darren Aronofsky : L'Idiote
- 2018 : Ma vie avec John F. Donovan (The Death and Life of John.F Donovan) de Xavier Dolan : Amy Bosworth
- 2018 : Never Saw It Coming de Gail Harvey : Keisha Ceylon
- 2021 : Home d'Adam O'Brien : Meredith

#### Courts métrages
- 2002 : Dad de Jacob Tierney : Dora
- 2003 : In Shadow de Shirley Cheechoo : Lydia
- 2006 : Couldn't Be Happier de Jackie May : Jessica Cornwall
- 2010 : What's the Harm ? de Steve Reese : Marlee
- 2013 : The Good Escpape de Nadia Litz (en) : Carol
- 2013 : Secret Blackheart de Chris Ross : Kate / Le pirate
- 2014 : Holder's Comma de Thibaut Duverneix : La femme

### Télévision

#### Séries télévisées
- 1993 - 1996 : Fais-moi peur ! (Are You Afraid of the Dark ?) : Heather / Sandy Campbell
- 1997 : Invasion Planète Terre : Julie Payton
- 1997 : Le Dernier parrain (The Last Don) : Rose Marie jeune
- 1998 : Made in Canada : Siobhan Roy
- 1999 : Mythologies : les gardiens de la légende (Mythic Warriors : Guardians of the Legend) : Une fille du second village
- 1999 : La terre des passions (Seasons of Love) : Charlotte adulte
- 2000 : Psi Factor, chroniques du paranormal (PSI Factor : Chronicles of the Paranormal) : Abby Butler
- 2000 : Destins croisés (Twice in a Lifetime) : Blair Wilson jeune
- 2000 : Nikita : Satin Tate
- 2000 : Anne of Green Gables : The Animated Series : Diana Barry
- 2001 : Doc
- 2001 : The Associates : Sarah Arrigo
- 2001 : MythQuest : Comtesse Juietta De Medi
- 2001 - 2005 : Sourire d'enfer (Braceface) : Alyson Malitski / Alyson
- 2002 : Mutant X : Charlotte Cooke
- 2002 : Les enquêtes de Nero Wolfe (A Nero Wolfe Mystery) : Carol Annis
- 2002 : The Eleventh Hour : Amy Kimball / Meredith
- 2003 : The Atwood Stories : Christine Anderson
- 2003 : Foolish Girl : Une gothique
- 2004 : Atomic Betty : Megan
- 2004 : This Is Wonderland
- 2004 : Puppets Kills : Sœur Selma
- 2004 - 2005 : Miss Spider's Sunny Patch Kids : Katie Katydid
- 2004 - 2006 : 6Teen : Starr
- 2005 : La Prophétie du sorcier (Legend of Earthsea ou Earthsea) : Rosa
- 2005 - 2006 : Carl au carré (Carl²): Chloe Crashman
- 2006 : Nothern Town : Amanda
- 2006 - 2007 : Ruby Gloom : Misery
- 2007 - 2010 : Busytown Mysteries (Hurray for Huckle!) : Various
- 2011 : Republic of Doyle : Tricia
- 2013 - 2015 : Rookie Blue : Celery
- 2015 : Man Seeking Woman : Krystal
- 2015 - 2018  : 12 Monkeys : Jennifer Goines
- 2015 - 2020 : Schitt's Creek : Stevie Budd
- 2016 : Les mystères de Londres (Houdini and Doyle) : Madame Korzha
- 2019 : Save Me : Sasha
- 2020 : 50 States of Fright : Megan Bloom
- 2021 : Chapelwaite : Rebecca Morgan
- 2023 : The Rig : Rose Mason

#### Téléfilms
- 1997 : Toutes les neuf secondes (Every 9 Seconds) de Kenneth Fink : Missy
- 1999 : Le Dernier Aveu (Love Letters) de Stanley Donen : Gretchen Lascelles
- 1999 : Happy Face Murders de Brian Trenchard-Smith : Tracy Billings
- 2000 : The Ride de Steve DiMarco : Adeline Kelly
- 2000 : Meurtres en famille (Scorn) de Sturla Gunnarsson : Amanda
- 2002 : Chasing Cain de Jerry Ciccoritti : Holly
- 2002 : Chasing Cain II : Face de Jerry Ciccoritti : Holly
- 2003 : Miss Spider's Sunny Patch Kids de Mike Fallows et Kevin McDonagh : Katie (voix)
- 2005 : Cool Money de Gary Burns : La femme de ménage de Navarro
- 2012 : Le Pacte de Noël (Hitched for the Holidays) de Michael M. Scott : Julie

### Jeux vidéo
- 2010 : Command & Conquer 4: Tiberian Twilight d'Electronic Arts Los Angeles: Lilly[6]

## Distinctions
Sauf indication contraire, les informations mentionnées dans cette section peuvent être confirmées par la base de données cinématographiques IMDb,  présente dans la section « Liens externes ».

### Récompenses
- Prix Gemini 2001 : meilleure performance d'ensemble dans un programme ou une série comique pour Made in Canada - partagée avec 4 autres interprètes de la série
- Canadian Comedy Awards (en) 2013 : meilleure performance féminine dans un film pour My Awkward Sexual Adventure

### Nominations
- Prix Génie 2004 : meilleure actrice dans un second rôle pour A Problem with Fear (en)
- Prix Génie 2005 : meilleure actrice pour Blood
- Prix Génie 2007 : meilleure actrice dans un second rôle pour Snow Cake
- Prix Gemini 2008 : meilleure performance individuelle ou d'ensemble dans un programme ou une série d'animation pour l'épisode Hairless the Musical - part 1 de Ruby Gloom - partagée avec 7 autres interprètes de la série